# Alfredo Enrique Peralta Azurdia
Alfredo Enrique Peralta Azurdia (Cidade da Guatemala, 17 de junho de 1908 — 18 de fevereiro de 1997) foi presidente da Guatemala de 31 de março de 1963 a 1 de julho de 1966.